# Muro di Ca' del Poggio
Il Muro di Ca' del Poggio è una salita ciclistica situata nel comune di San Pietro di Feletto, in provincia di Treviso, ed è considerato la salita simbolo delle Colline del Prosecco che il 7 luglio 2019 sono state riconosciute dall’UNESCO Patrimonio dell’umanità. Già denominata via Pascoli, ha assunto ufficialmente il nuovo nome il 24 aprile 2010, dopo l'intesa raggiunta tra l'amministrazione comunale, la Federazione Ciclistica Italiana e la società locale Arcobaleno snc.
La salita, interamente asfaltata, si snoda tra le colline del Prosecco per 1150 metri, con una pendenza media del 12.7%, una pendenza massima del 19% e un dislivello di 140 metri (tra 102 e 242 metri s.l.m.).
Dal 2016 Il Muro di Ca' del Poggio è gemellato con il Muro di Grammont, il mitico strappo del Giro delle Fiandre.  La prospettiva è che il gemellaggio possa generare nuove opportunità per la promozione dei territori, anche grazie alla creazione di un circuito europeo che riunisca i muri legati alla storia del grande ciclismo.
In quest’ottica, il 12 luglio 2018 è stato sancito ufficialmente anche il gemellaggio che, alla salita di San Pietro di Feletto e al Muro di Grammont, unisce anche il Mûr-de-Bretagne, un'altra celebre ascesa che ha fatto la storia del ciclismo internazionale.
Sul Muro di Ca’ del Poggio è transitato per sette volte il Giro d'Italia: nel 2009, 2013, 2014, 2017, 2020, 2022, 2024 e 2025. La Corsa Rosa ha anche incrociato il Muro di Ca’ del Poggio nel 2015 in occasione di un'altra tappa a cronometro. Passaggi spettacolari che hanno colorato il Muro di rosa, coinvolgendo ogni volta migliaia e migliaia di appassionati. 
Il Giro d'Italia, questa volta riservato agli under 23, è invece transitato sul Muro il 16 giugno 2018, quando l’ascesa di San Pietro di Feletto è stata protagonista di un’inedita sfida contro il tempo in “Real time” che ha concluso la prestigiosa rassegna giovanile, tornata a percorrere la salita di San Pietro di Feletto anche il 12 giugno 2021.
L’ascesa di San Pietro di Feletto ha ospitato anche i Campionati italiani di ciclismo su strada 2010, che sul Muro si è sviluppato per ben 11 tornate, e per 3 volte 2012, 2015 e 2025 il Giro Rosa.
Il 17 ottobre 2021 sul Muro di Ca’ del Poggio è anche transitata l’edizione inaugurale della Veneto Classic, gara per ciclisti professionisti partita da Venezia e conclusasi a Bassano del Grappa.
Numerose le prove ciclistiche che, durante l’anno, prevedono un passaggio sul Muro di Ca’ del Poggio. Tra di esse, le gare internazionali giovanili di San Vendemiano, San Michele di Feletto e Solighetto, oltre alla Granfondo Pinarello e alla Prosecco Cycling, eventi di primo piano dedicati a tutti gli appassionati. Dal 2024 il Muro di Ca' del Poggio è anche il momento clou di un atteso evento podistico, la Ca' del Poggio Run, che nelle prime due edizioni (2023 e 2024) ha coinvolto migliaia di runners e camminatori. 
Il 5 settembre 2019 il Muro di Ca’ del Poggio è stato anche protagonista del cortometraggio “Non so come, ma è successo” del regista Nazareno Balani, che, in occasione della 76ª Mostra internazionale d'arte cinematografica di Venezia, è stato premiato con il Leone di Vetro.

## Eventi sportivi
| Data        | Evento                                                                                        |
| ----------- | --------------------------------------------------------------------------------------------- |
| 11/05/2009  | 3ª tappa del Giro d'Italia 2009, Grado - Valdobbiadene                                        |
| 26/06/2010  | Gara professionisti Campionati italiani di ciclismo su strada 2010 (Settimana Tricolore 2010) |
| 16/05/2013  | 12ª tappa del Giro d'Italia 2013, Longarone - Treviso                                         |
| 28/05/2014  | 17ª tappa del Giro d'Italia 2014, Sarnonico - Vittorio Veneto                                 |
| 10/07/2014  | 6ª tappa del Giro Rosa 2014, Gaiarine - San Fior                                              |
| 27/05/2017  | 20ª tappa del Giro d'Italia 2017, Pordenone - Asiago                                          |
| 02/07/2017  | 3ª tappa del Giro Rosa 2017, San Fior - San Vendemiano                                        |
| 16/06/2018  | 9ª tappa del Giro d'Italia Giovani 2018, Muro di Ca’ del Poggio – Ca’ del Poggio              |
| 17/10/2020  | 14ª tappa del Giro d'Italia 2020, Conegliano - Valdobbiadene                                  |
| 12/06/2021  | 10ª tappa del Giro d'Italia Giovani 2021, San Vito al Tagliamento - Castelfranco Veneto       |
| 17/10/2021  | 1ª Veneto Classic (Venezia-Bassano del Grappa)                                                |
| 26/05/2022  | 18ª tappa del Giro d'Italia 2022, Borgo Valsugana - Treviso                                   |
| 7-8/10/2023 | Campionato del Mondo Professionisti Gravel                                                    |
| 26/11/2023  | 1 Ca' del Poggio RUN                                                                          |
| 25/05/2024  | 20ª tappa del Giro d'Italia 2024, Alpago - Bassano del Grappa                                 |
| 20/10/2024  | 2 Ca' del Poggio RUN                                                                          |
| 25/05/2025  | 15ª tappa del Giro d'Italia 2025, Fiume Veneto - Asiago                                       |